# Teleiopsis latisacculus
Teleiopsis latisacculus ist ein Schmetterling (Nachtfalter) aus der Familie der Palpenmotten (Gelechiidae).

## Merkmale
Die Falter erreichen eine Flügelspannweite von 15 bis 17 Millimetern. Die Labialpalpen sind weißlich, jedes Segment ist mit zwei schwarzen Ringen versehen. Thorax und die Schuppen am Flügelgelenk des Mesothorax (Tegulae) sind wie die Vorderflügel gefärbt. Die Fühler sind weißlich und schwarz geringelt. Die Vorderflügel sind schwärzlich braun und ockerfarben und weißlich gesprenkelt. Eine gewinkelte schwarze Querbinde befindet sich im ersten Viertel des Flügels. Zwei Flecke, die von erhabenen orangen Schuppen umrandet werden, befinden sich in der Flügelmitte und im dritten Viertel des Vorderflügels. Flügelinnenrand, Subcostallinie und Flügelaußenrand sind ockerfarben. Die Schuppenfransen sind dunkelgrau und besitzen eine schwarze Basislinie. Die Hinterflügel sind dunkelgrau. Die hellen Bereiche des zweiten Beinpaares sind blassrosa. Die wenigen bisher untersuchen Individuen zeigen nur geringe Variabilität.
Ähnliche Arten
Teleiopsis latisacculus ähnelt sehr stark Teleiopsis diffinis und
Teleiopsis bagriotella, wobei die letztere Art die größere ist.

## Vorkommen
In Europa ist Teleiopsis latisacculus in Nordmazedonien verbreitet. Außerhalb Europas besiedelt die Art Gebiete von der Türkei bis nach Ägypten.

## Lebensweise
Teleiopsis latisacculus wurde bisher an Gewürzsumach (Rhus coriaria) und ein einzelnes Exemplar an Terpentin-Pistazie (Pistacia terebinthus) gezüchtet.
Die Falter fliegen von Mai bis Juni.